# 弗雷德·金斯伯里
弗雷德·金斯伯里（英語：Fred Kingsbury，1927年5月20日—2011年10月7日），美国男子赛艇运动员。他曾代表美国参加1948年夏季奥林匹克运动会赛艇比赛，获得男子四人单桨无舵手铜牌。